# 农业特产税
农业特产税全称为“农业特产农业税”，属于农业税类，中国大陆地区征收的赋税之一，为地方税之一。其征收的最早依据为1983年11月12日发布的《关于对农林特产收入征收农业税的若干规定》，之后按照1994年1月31日发布的《关于对农业特产收入征收农业税的规定》规定征收，
2003年12月31日，中国共产党中央委员会、中华人民共和国国务院发出《关于促进农民增加收入若干政策的意见》，决定2004降低农业税率1个百分点，取消除烟叶外的农业特产税，实行粮食直补、良种补贴和大型农机具购置补贴。自2006年2月17日起，废止除烟叶以外的农业特产税、全部免征牧业税。

## 主要内容
征收的范围除粮食作物以外的其他种植业、渔业、林业和畜牧业等产品，包括烟叶、园艺、水产、林木、牲畜和食用菌等；纳税对象为农业特产品的生产单位和个人。对主要产品实行全国统一税目和税率，税目未及产品由省、自治区、直辖市政府在5%-20%的幅度内规定。税额按照农业特产品实际收入和规定的税率计算征收，实际收入由当地征收机关按照农业特产品实际产量和国家规定的收购价格或者市场收购价格计算核定。

## 全国统一税目
| 税目                                                 | 税率 |
| ---------------------------------------------------- | ---- |
| 一、烟叶产品                                         |      |
| 晾晒烟叶                                             | 31%  |
| 烤烟叶                                               | 31%  |
| 二、园艺产品                                         |      |
| 毛茶                                                 | 16%  |
| 柑桔、香蕉、荔枝、苹果、梨                           | 12%  |
| 其他水果干果                                         | 10%  |
| 果用瓜                                               | 8%   |
| 蚕茧                                                 | 8%   |
| 三、水产品（海淡水、滩涂养殖和海淡水捕捞及水生植物） | 8%   |
| 四、林木产品                                         |      |
| 原本原竹                                             | 8%   |
| 生漆天然树脂                                         | 10%  |
| 天然橡胶                                             | 8%   |
| 五、牲畜产品                                         |      |
| 牛皮、猪皮、羊皮                                     | 10%  |
| 羊毛、兔毛                                           | 10%  |
| 羊绒、驼绒                                           | 10%  |
| 六、食用菌                                           |      |
| 黑木耳、银耳、香菇、蘑菇                             | 8%   |
| 七、贵重食品                                         |      |
| 海参、鲍鱼、干口燕窝、鱼唇、鱼翅                     | 25%  |